# 해창양복점

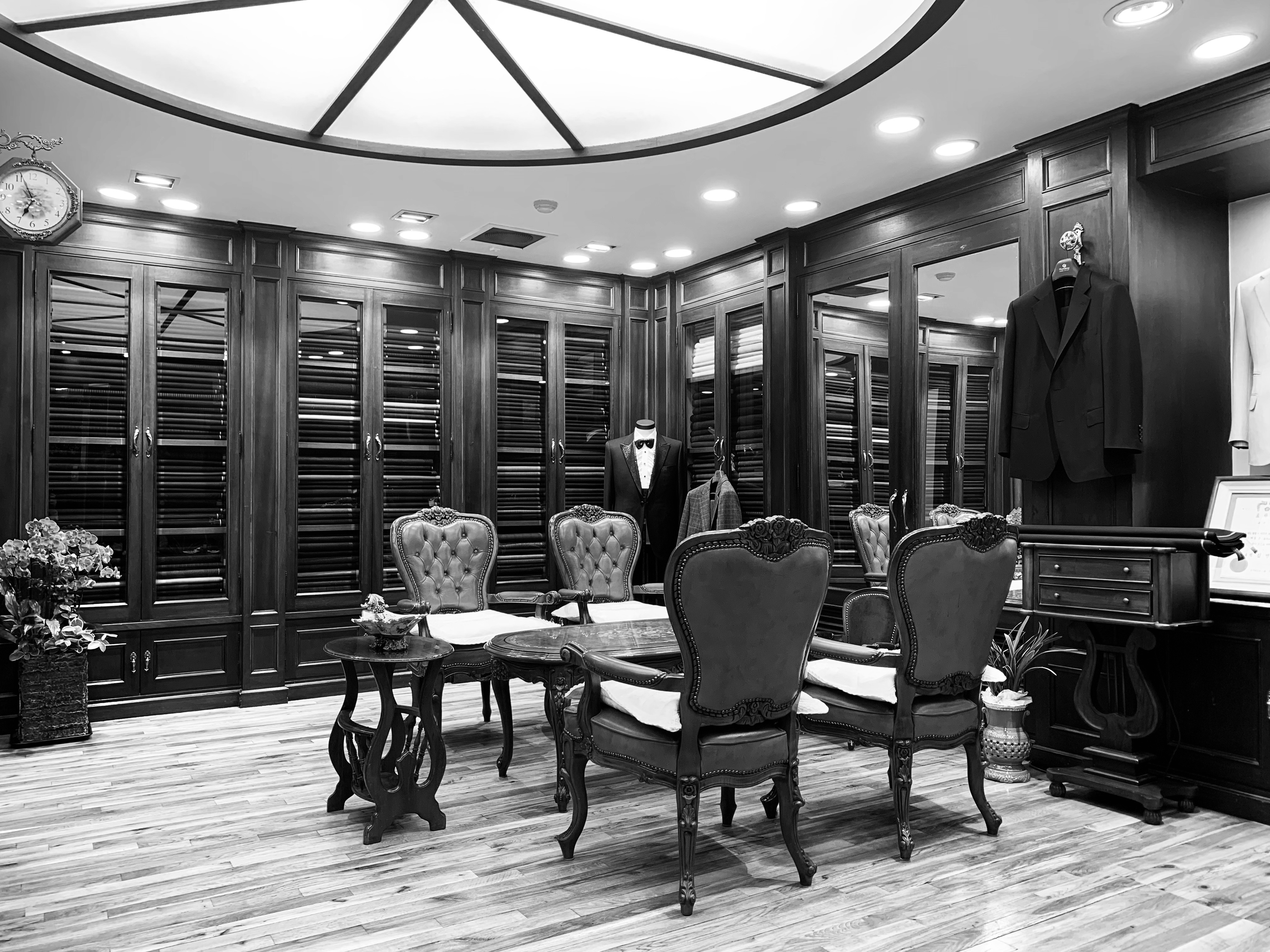
해창양복점 내부

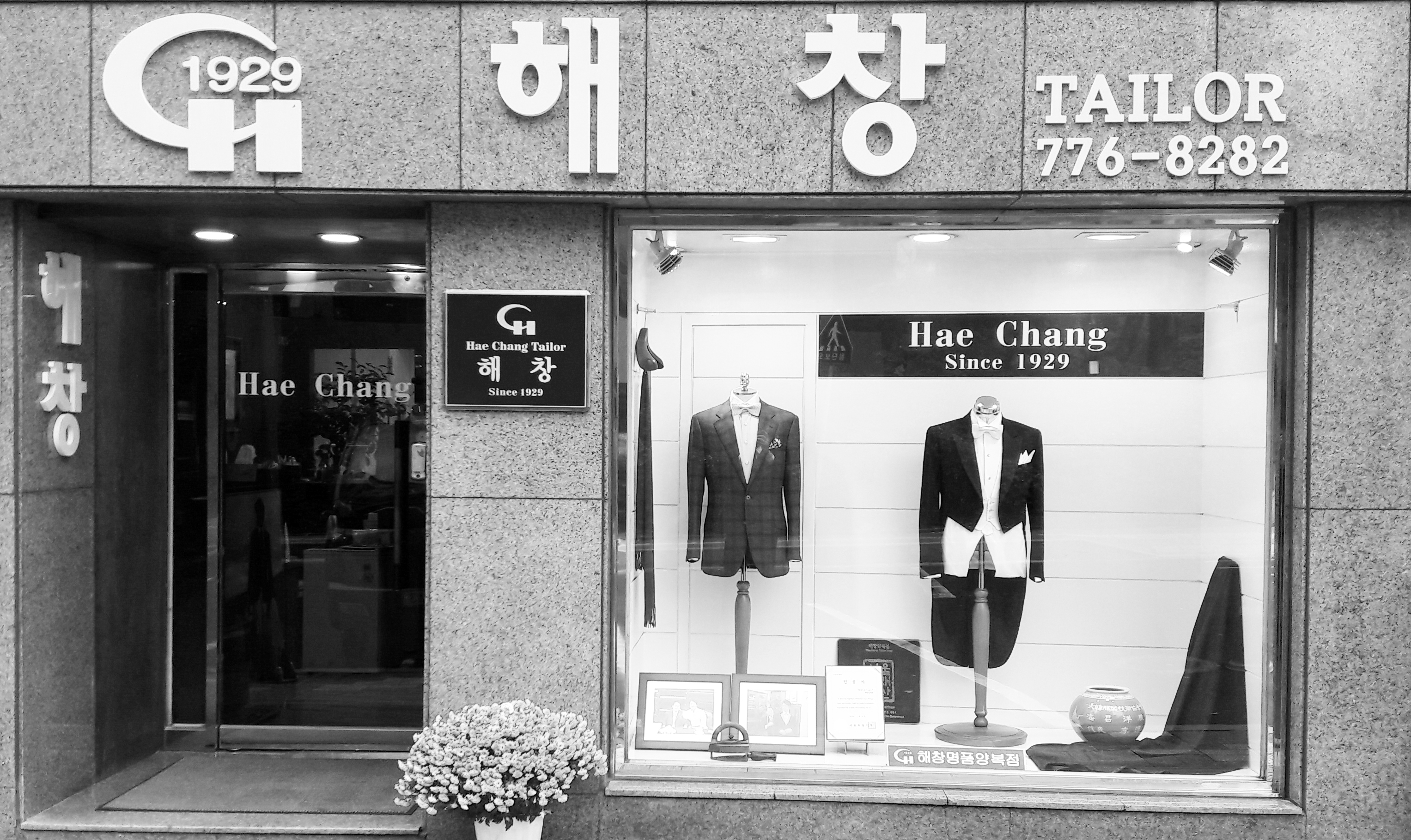
해창양복점 외부

해창양복점은 서울시 중구 소공동 81 소공빌딩에 위치한 맞춤양복점이다.
1929년에 부산에서 문을 열고, 1932년 서울 중구 산림동으로 이전, 1945년부터 서울 중구 소공동에서 영업중이다.
대한민국 맞춤양복의 시발점인 소공동에서 현재 영업하는 양복점 중에 가장 오래된 양복점이다. 서울미래유산으로 지정되어 있다.
1979년 런던에서 열린 15차 International Wool Secretariat 주최 콘테스트에서 해창양복점 소속 이순신씨의 작품이 우수작으로 선정되었다. International Wool Secretariat 주최 콘테스트는 칼 라거팰트와 이브 생 로랑이 입상했던 것으로 유명하다.

### 하우스 스타일
대한민국의 많은 맞춤양복점이 이탈리안스타일인데 반해, 해창양복점은 영국스타일의 클래식한 느낌이 강하다.

### 고객
이승만, 윤보선, 최규하 전 대통령, 장면 전 부통령, 이기붕 전 국회의장, 이범석, 안호상, 이익흥 전 장관 뿐만 아니라
고 이병철 삼성 회장, 고 정주영 현대 회장 등 정,제계 인사들이 현재 알려진 당시 주요 고객들이다.
지금도 많은 정,제계 인사들이 자주 찾는 것으로 알려져있다.

### 현재 위치
2015년 경 소공로 부영호텔 재건축으로 인해 웨스틴조선호텔 옆 소공빌딩으로 이전하였다.